# 415
415 (CDXV) je bilo navadno leto, ki se je po julijanskem koledarju začelo na petek.

## Dogodki
- 1. januar

## Smrti
- marec - Hipatija, grška filozofinja, matematičarka, (* 370)